# Gamer's Guide to Pretty Much Everything
Gamer's Guide to Pretty Much Everything (Brasil: Guia de um Gamer para Quase Tudo / Portugal: Manual do Jogador para Quase Tudo) foi uma série de televisão estado-unidense criada por Devin Bunje e Nick Stanton e produzida por Devin Bunje, Nick Stanton e Jim O'Doherty para o Disney XD. É protagonizada por Cameron Boyce, Murray Wyatt Rundus, Felix Avitia e Sophie Reynolds. A série estreou nos Estados Unidos no dia 22 de julho de 2015. No Brasil a estreia oficial aconteceu no dia 12 de dezembro de 2015. Em Portugal estreou-se a 29 de fevereiro de 2016 no Disney Channel.

## Enredo
Conor é um menino prodígio dos jogos eletrónicos que utiliza o pseudónimo Kid Fury. Quando ele quebra o dedo durante a rodada final do Campeonato Mundial Profissional de Jogos, seus patrocinadores retiram cada produto gratuito que ele ganhou e Conor regressa a escola. Após fazer amizade com Franklin, Wendell e Ashley, Conor planeja formar uma nova equipa para o Campeonato Mundial Profissional de Jogos.

## Elenco

### Principal
- Cameron Boyce como Conor
- Murray Wyatt Rundus como Wendell
- Felix Avitia como Franklin
- Sophie Reynolds como Ashley

### Recorrente
- Joe Hursley como Sr. Spanks
- Paula Sorge como Diretor Nordahl
- Lauren Pritchard como Janice
- Boogie como Billy

## Dublagem/dobragem
| Personagem  | Dublador            | Dobrador         |
| Principais  | Principais          | Principais       |
| ----------- | ------------------- | ---------------- |
| Conor       | Vyni Takahashi      | André Raimundo   |
| Wendell     | Gabriel Martins     | Gonçalo Carvalho |
| Franklin    | Renato Cavalcanti   | Bárbara Lourenço |
| Ashley      | Mariana Evangelista | Sissi Martins    |
| Recorrentes |                     |                  |
| Sr. Spanks  | César Marchetti     | Carlos Martins   |
| Janice      |                     | Solange Santos   |
| Billy       | Michel Di Fiori     | Peter Michael    |

| Ficha técnica                  | Brasil              | Portugal                           |
| ------------------------------ | ------------------- | ---------------------------------- |
| Direção de Dublagem / Dobragem | Sandra Mara Azevedo | Sandra de Castro                   |
| Tradução / Adaptação           |                     | Liliana Boialvo e Sandra de Castro |
| Dublado / Dobrado nos Estúdios | TV Group Digital    | SDI Media                          |

## Episódios
| Temporada | Temporada | Episódios | Exibição original    | Exibição original    | Exibição em Portugal    | Exibição em Portugal   |
| Temporada | Temporada | Episódios | Estreia de temporada | Final de temporada   | Estreia de temporada    | Final de temporada     |
| --------- | --------- | --------- | -------------------- | -------------------- | ----------------------- | ---------------------- |
|           | 1         | 21        | 22 de julho de 2015  | 23 de março de 2016  | 29 de fevereiro de 2016 | 21 de setembro de 2016 |
|           | 2         | 16        | 18 de julho de 2016  | 2 de janeiro de 2017 | 20 de fevereiro de 2017 | 29 de julho de 2017    |

### 1ª Temporada (2015-16)
| # | Título                                                                                                 | Dirigido por          | Escrito por                | Exibição original                              | Código de produção | Audiência (em milhões) |
| --- | --- | --------------------- | -------------------------- | ---------------------------------------------- | ------------------ | ---------------------- |
| 1 | "Manual do Jogador para Quase Tudo (versão de estreia) (PT)" "Gamer's Guide to Pretty Much Everything" | Jonathan A. Rosenbaum | Devin Bunje e Nick Stanton | 22 de julho de 2015 29 de fevereiro de 2016    | 101                | 0.90                   |
| Conor perde a rodada final do Campeonato Mundial de Gamers porque ele torceu o polegar e o quebrou. Isso faz com que seus antigos patrocinadores quererem de volta todo o material livre, que lhe foi dado. A mãe de Conor o obriga a voltar para a escola, onde ele faz três novos amigos. A relação entre Conor e seus novos amigos se torna mais forte. Conor percebe que ele preferia mantê-los e jogarem como uma equipe no Campeonato Mundial do que perder sua amizade com eles. | |                       |                            |                                                |                    |                        |
| 2 | "O Clube de Videojogos (PT)" "The Gaming Club"                                                         | Jonathan A. Rosenbaum | Jim O'Doherty              | 29 de julho de 2015 1 de março de 2016         | 103                | 0.54                   |
| Conor decide começar uma partida de jogo contra o West Yuba High. Enquanto isso, Wendell se esquece de devolver um livro e tenta devolvê-lo de volta na biblioteca. | |                       |                            |                                                |                    |                        |
| 3 | "A Festa do Pudim (PT)" "The Puddin' Party"                                                            | Sean Lambert          | Frank O. Wolff             | 5 de agosto de 2015 2 de março de 2016         | 104                | 0.63                   |
| A vida de Wendell desmorona depois de jogar muito "A Festa do Pudim". O resto do grupo decide colocar um fim a isso. Ashley descobre que Wendell desperdiçou todo o seu dinheiro de jogo. Ela encontra um panfleto sobre a concorrência da Festa do Pudim. O prêmio da competição é dinheiro. Isso vai ajudar o grupo a restaurar o seu dinheiro de jogo perdido. No final, Wendell ganha a competição. | |                       |                            |                                                |                    |                        |
| 4 | "A Cadeira(PT)" "The Chair"                                                                            | Jon Rosenbaum         | Byron Kavanagh             | 12 de agosto de 2015 3 de março de 2016        | 102                | 0.48                   |
| A equipe recebe uma nova cadeira. Eles não sabem como compartilharem e fazem uma competição para determinar quem irá receber a nova cadeira. A regra do concurso é que ninguém pode jogar quaisquer jogos de vídeo. A última pessoa terá sua vitória em pé. Ashley é eliminada pela primeira vez após um evento de jogos de vídeo ser mostrada em sua escola. Wendell é eliminado quando ele tem que escolher entre não jogar jogos de vídeo e receber um beijo de uma menina. Finalmente, Conor é eliminado depois de descobrir sobre uma falha em um jogo que ele gosta. Foi descoberto mais tarde que eles foram enganados por Franklin e todas essas tentações que eram impossíveis de ignorar fossem obra dele. | |                       |                            |                                                |                    |                        |
| 5 | "O Ovo do Espírito(PT)" "The Spirit Egg"                                                               | Sean Lambert          | Devin Bunje e Nick Stanton | 19 de agosto de 2015 7 de março de 2016        | 106                | 0.47                   |
| Franklin promete proteger o Ovo do Espírito da escola e deixa Conor e Wendell se responsabilizarem em cuidar dele. No entanto, quando o Ovo do Espírito é roubado por uma escola rival, os dois devem se disfarçar para recuperá-lo. | |                       |                            |                                                |                    |                        |
| 6 | "A Chegada do Rival (PT)" "The Rival's Arrival"                                                        | Sean Lambert          | Devin Bunje e Nick Stanton | 30 de setembro de 2015 8 de março de 2016      | 105                | 0.28                   |
| A nova namorada de Wendell acaba sendo a arquiinimiga de Conor na turnê solo. Isso faz uma enorme quebra na equipe. | |                       |                            |                                                |                    |                        |
| 7 | "O Patrocinador(PT)" "The Sponsor"                                                                     | Sean Lambert          | Joel McCrary               | 7 de outubro de 2015 9 de março de 2016        | 107                | 0.41                   |
| Conor e sua turma contratam um patrocinador, ao invés do dono do restaurante. | |                       |                            |                                                |                    |                        |
| 8 | "O Exame de Condução (PT)" "The Driving Test"                                                          | Sean Lambert          | Byron Kavanagh             | 14 de outubro de 2015 10 de março de 2016      | 111                | 0.43                   |
| Conor tenta conseguir sua carteira de motorista. | |                       |                            |                                                |                    |                        |
| 9 | "A Noite dos Zombies (PT)" "The Psycho Zombie Bloodbath"                                               | Jean Sagal            | Jason Jordan               | 21 de outubro de 2015 28 de outubro de 2016    | 109                | 0.44                   |
| Conor põe suas mãos em uma cópia do jogo de vídeo, "Psicose Zombie Banho de Sangue", que foi recentemente banida pelo Comitê Internacional de Gaming por ser muito assustador. Depois de jogar o jogo e ficar acordado a noite toda, Conor e sua turma tem que lutar contra zumbis da vida real em sua escola. | |                       |                            |                                                |                    |                        |
| 10 | "O Incidente (PT)" "The Incident"                                                                      | Jason Earles          | Lindsey Reckis             | 28 de outubro de 2015 14 de março de 2016      | 110                | 0.34                   |
| Conor e Ashley tentam salvar o restaurante local participando um concurso de dança. | |                       |                            |                                                |                    |                        |
| 11 | "A Partida Do Século (PT)" "The Prank of the Century"                                                  | Jason Earles          | Jim O'Doherty              | 4 de novembro de 2015 15 de março de 2016      | 108                | 0.46                   |
| Conor e Ashley fazem uma pegadinha com Franklin. | |                       |                            |                                                |                    |                        |
| 12 | "O Casal Improvável (PT)" "The Odd Couple"                                                             | Sean Lambert          | Jim O'Doherty              | 25 de novembro de 2015 16 de março de 2016     | 113                | 0.30                   |
| Após salvar a vida de Conor, Wendell começa a se intrometer na vida dele. | |                       |                            |                                                |                    |                        |
| 13 | "O Mais Ágil em Campo (PT)" "The Longest Yard"                                                         | Sean Lambert          | Lindsey Reckis             | 2 de dezembro de 2015 12 de setembro de 2016   | 113                | 0.38                   |
| Conor e Ashley estão cansados das detenções do seu professor e eles descobrem que ele age muito rude porque foi humilhado em um esporte de futebol americano. | |                       |                            |                                                |                    |                        |
| 14 | "O Correspondente (PT)" "The Penpal"                                                                   | Sean Lambert          | Devin Bunje Nick Stanton   | 27 de janeiro de 2016 17 de março de 2016      | 114                | 0.30                   |
| Conor ajuda um garoto chamado Donny a vencer um campeonato de jogo de cartas, se colocando em seu lugar. | |                       |                            |                                                |                    |                        |
| 15 | "A Destruição do Asteroide (PT)" "The Asteroid Blasters"                                               | Phill Lewis           | Jason Jordan               | 10 de fevereiro de 2016 21 de março de 2016    | 115                | 0.32                   |
| Durante uma visita de estudo ao cenro espacial local, Conor, Wendell e Ashley deixam os colegas para testarem um simulador de drones espaciais. | |                       |                            |                                                |                    |                        |
| 16 | "O Gelozz (PT)" "The Chillerz"                                                                         | Bill She              | Jim O'Doherty              | 17 de fevereiro de 2016 13 de setembro de 2016 | 117                | 0.43                   |
| O grupo assina o primeiro contrato de representação, mas o produto que representam tem alguns efeitos secundários inesperados. | |                       |                            |                                                |                    |                        |
| 17 | "A Cabana (PT)" "The Cabin"                                                                            | Joel McCrary          | Byron Kavanagh             | 24 de fevereiro de 2016 14 de setembro de 2016 | 118                | ASA                    |
| Quando os conflitos entre Wendell e Franklin levam a equipa a perder um torneio, Cornor contrata um especialista em relações de equipa para levar os rapazes até um retiro numa cabana remota. | |                       |                            |                                                |                    |                        |
| 18 | "O Super Kart (PT)" "The Super Kart"                                                                   | Robbie Countryman     | Joel McCrary               | 2 de março de 2016 15 de setembro de 2016      | 119                | 0.39                   |
| O ego de Franklin leva-o a perder um kart emprestado pela Funtendo para alguns alunos da Escola Secundária de Mudd Valley. Entretanto, Wendell descobre que o seu primo Dwayne vai casar com a sua arqui-inimiga. | |                       |                            |                                                |                    |                        |
| 19 | "A Banda de Rock (PT)" "The Rock Band"                                                                 | Leo Howard            | Conor Hanney               | 9 de março de 2016 19 de setembro de 2016      | 120                | 0.39                   |
| Quando o grupo arrasa no videojogo 'Rock Hero Cinco', o Professor Spanks convence-os a entrar no sucesso de televisão 'American Talent Factor'. | |                       |                            |                                                |                    |                        |
| 20 | "A Cabra (PT)" "The Goat"                                                                              | Robbie Countryman     | Joel McCrary               | 16 de março de 2016 20 de setembro de 2016     | 112                | 0.29                   |
| É uma corrida contra o tempo quando uma cabra que Conor tem de vigiar foge com a barriga cheia de explosivos. | |                       |                            |                                                |                    |                        |
| 21 | "A Sala de Fuga (PT)" "The Escape Room"                                                                | Jim O'Doherty         | Jason Jordan               | 23 de março de 2016 21 de setembro de 2016     | 121                | 0.23                   |
| O grupo participa num jogo, 'Sala de Fuga', mas depressa percebe que nem tudo o que parece é. | |                       |                            |                                                |                    |                        |

### 2ª Temporada (2016-17)
| #  | #  | Título                                                            | Dirigido por      | Escrito por                  | Exibição original                            | Código de produção | Audiência (em milhões) |
| -- | -- | ----------------------------------------------------------------- | ----------------- | ---------------------------- | -------------------------------------------- | ------------------ | ---------------------- |
| 22 | 1  | "O Trunfo (PT)" "The Ringer"                                      | Bill Shea         | Jim O'Doherty                | 18 de julho de 2016 20 de fevereiro de 2017  | 209                | 0.24                   |
| 23 | 2  | "A Toucha Porc-olímpica (PT)" "The Olym-Pig Torch"                | Robbie Countryman | Joel McCrary                 | 25 de julho de 2016 21 de fevereiro de 2017  | 204                | 0.37                   |
| 24 | 3  | "O Luchador (PT)" "The Luchador"                                  | Sean Lambert      | Devin Bunje e Nick Stanton   | 1 de agosto de 2016 22 de fevereiro de 2017  | 201                | 0.31                   |
| 25 | 4  | "O Ranking (PT)" "The Rankening"                                  | Sean Lambert      | Jim O'Doherty                | 8 de agosto de 2016 23 de fevereiro de 2017  | 202                | 0.30                   |
| 26 | 5  | "O Protegido (PT)" "The Protégé"                                  | Jason Earles      | Jason Jordan                 | 15 de agosto de 2016 27 de fevereiro de 2017 | 205                | ASA                    |
| 27 | 6  | "A Guerra do Cepo (PT)" "The Battle for Stump Hill The Stump War" | Sean Lambert      | Byron Kavanagh               | 27 de agosto de 2016 28 de fevereiro de 2017 | 203                | 0.28                   |
| 28 | 7  | "Fuga da Prisão, o Filme (PT)" "The Prison Escape Movie"          | Jean Sagal        | Lindsey Reckis               | 3 de setembro de 2016 1 de março de 2017     | 206                | 0.36                   |
| 29 | 8  | "O Fim de Semana Prolongado (PT)" "The Long Weekend"              | Jean Sagal        | Byron Kavanagh               | 17 de setembro de 2016 2 de março de 2017    | 210                | 0.44                   |
| 30 | 9  | "O Fantasma (PT)" "The Ghost"                                     | Sean Lambert      | Devin Bunje e Nick Stanton   | 1 de outubro de 2016 27 de outubro de 2017   | 208                | 0.22                   |
| 31 | 10 | "A Fama Está de Volta (PT)" "The Has-Been's Back"                 | Phill Lewis       | Marty Donovan                | 8 de outubro de 2016 8 de julho de 2017      | 207                | 0.28                   |
| 32 | 11 | "Os DJs (PT)" "The DJ's"                                          | Sean Lambert      | Devin Bunje e Nick Stanton   | 15 de outubro de 2016 9 de julho de 2017     | 212                | 0.18                   |
| 31 | 12 | "O Detetive (PT)" "The Detective"                                 | Sean Lambert      | Jim O'Doherty                | 5 de novembro de 2016 15 de julho de 2017    | 211                | 0.43                   |
| 32 | 13 | "O Herói dos Videojogos (PT)" "The Arcade Hero"                   | Joel McCrary      | Jason Jordan                 | 2 de janeiro de 2017 16 de julho de 2017     | 213                | 0.36                   |
| 33 | 14 | "Os Golpes (PT)" "The Sting"                                      | Walter Pridgen    | Lindsey Reckis               | 2 de janeiro de 2017 22 de julho de 2017     | 214                | 0.35                   |
| 34 | 15 | "O Rodeio (PT)" "The Rodeo"                                       | Leo Howard        | Joel McCrary e Marty Donovan | 2 de janeiro de 2017 23 de julho de 2017     | 215                | 0.33                   |
| 35 | 16 | "A Grande Cidade (PT)" "The Big City"                             | Jim O'Doherty     | Meagan Fulps                 | 2 de janeiro de 2017 29 de julho de 2017     | 216                | 0.37                   |